# MNZ Nova Gorica
MNZ Nova Gorica je nogometna organizacija, ki skrbi za nogomet na Goriškem v Sloveniji. Poleg tega pa organizira tudi čez mejne turnirje in ekipe zamejskih Slovencev Italiji. Skupaj z MNZ Koper skrbi tudi za organizacijo Primorskih nogometnih tekmovanj.
Je članica Nogometne zveze Slovenije (NZS)

## Klubi
- ND Gorica
- ND Primorje Ajdovščina
- NK Bilje
- NK Vipava
- ND Renče
- ND Adria
- NK Vodice Šempas
- ND Idrija
- NK Brda Dobrovo
- NK Tolmin
- NK Ledine
- ŽNK Primorje Ajdovščina

### Futsal
- MNK Kix Ajdovščina
- KMN Oplast Kobarid

### Nekdanji klubi
- NK Primorje Ajdovščina
- ŠD Škou
- ŠD Boreas